# 于默奧中央車站
于默奧中央車站（瑞典語：Umeå centralstation）是瑞典西博滕省首府于默奧的主要鐵路車站，啟用於1896年，由建築師福爾克·澤特瓦爾設計。2001年，車站大樓被指定為瑞典歷史建築。